# Begonia rostrata
Begonia rostrata là một loài thực vật có hoa trong họ Thu hải đường. Loài này được Welw. ex Hook.f. mô tả khoa học đầu tiên năm 1871.

## Hình ảnh

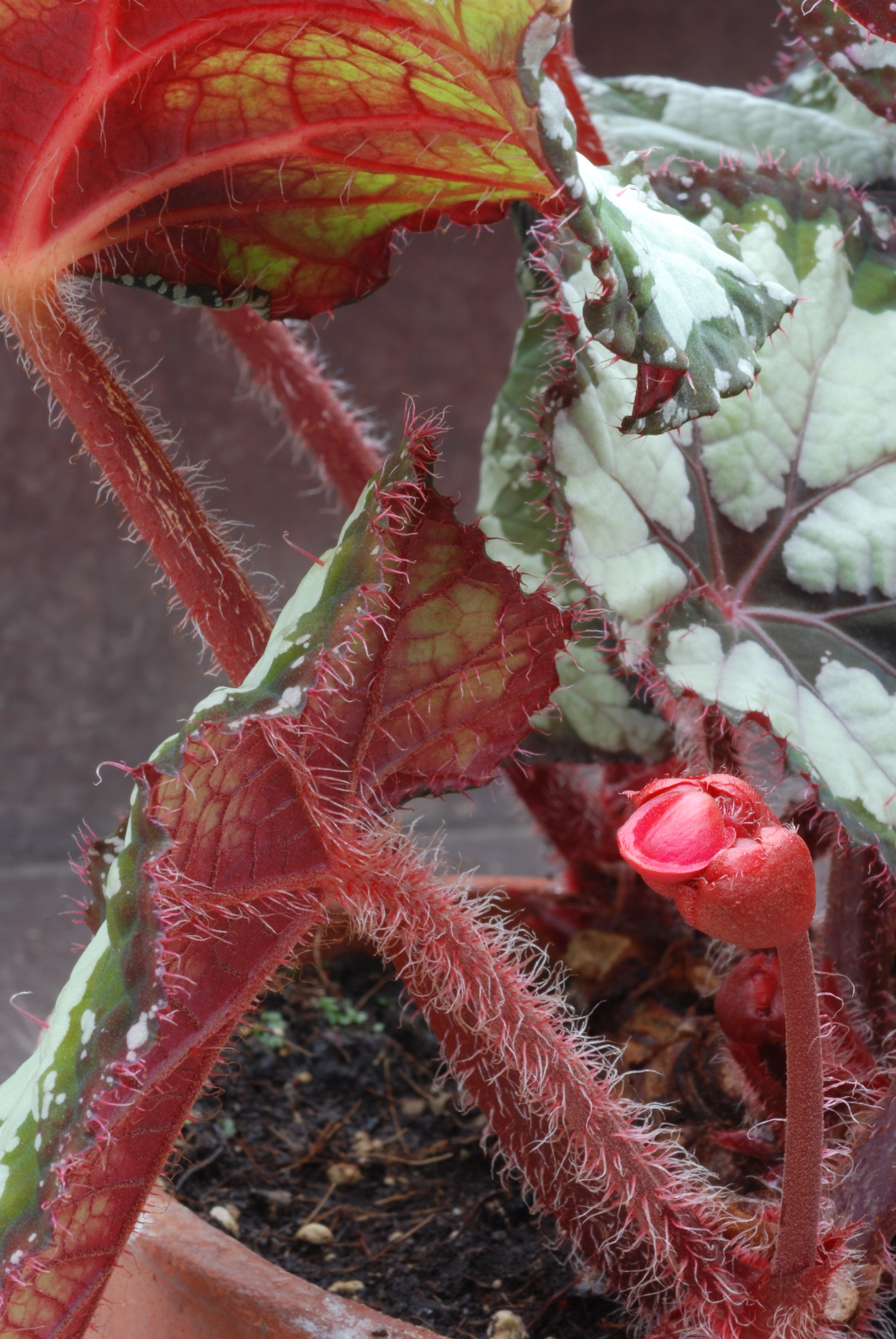
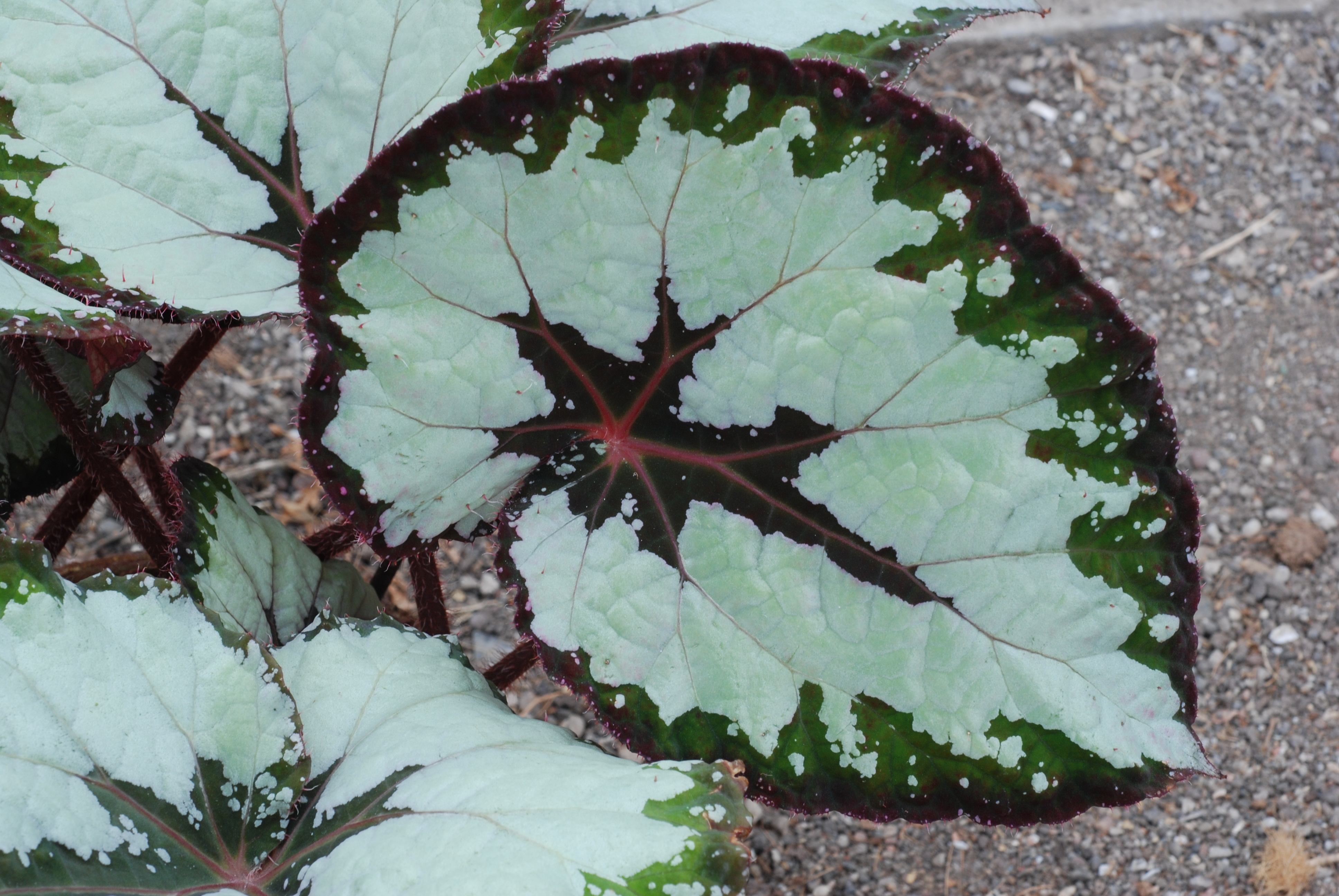
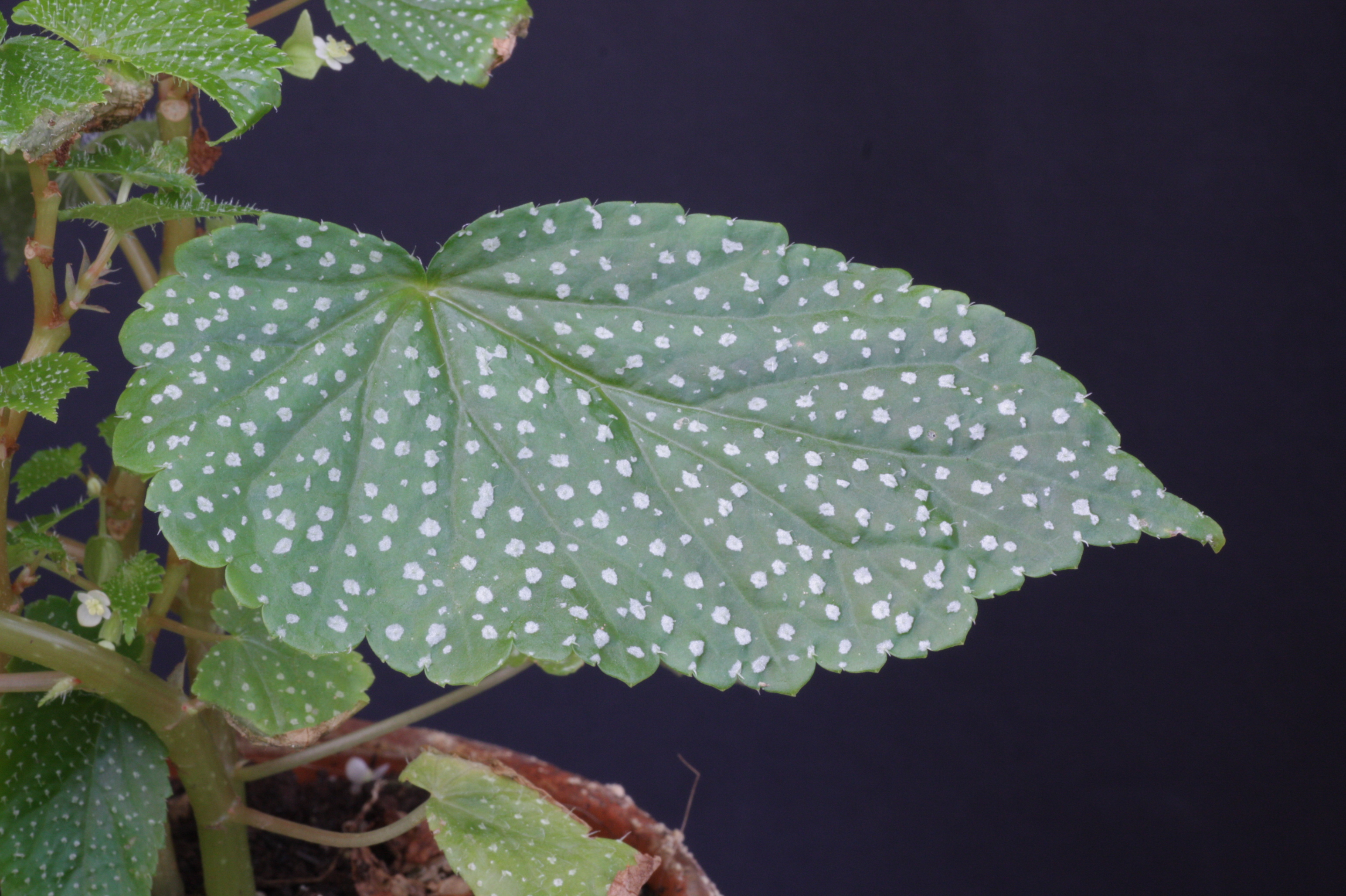
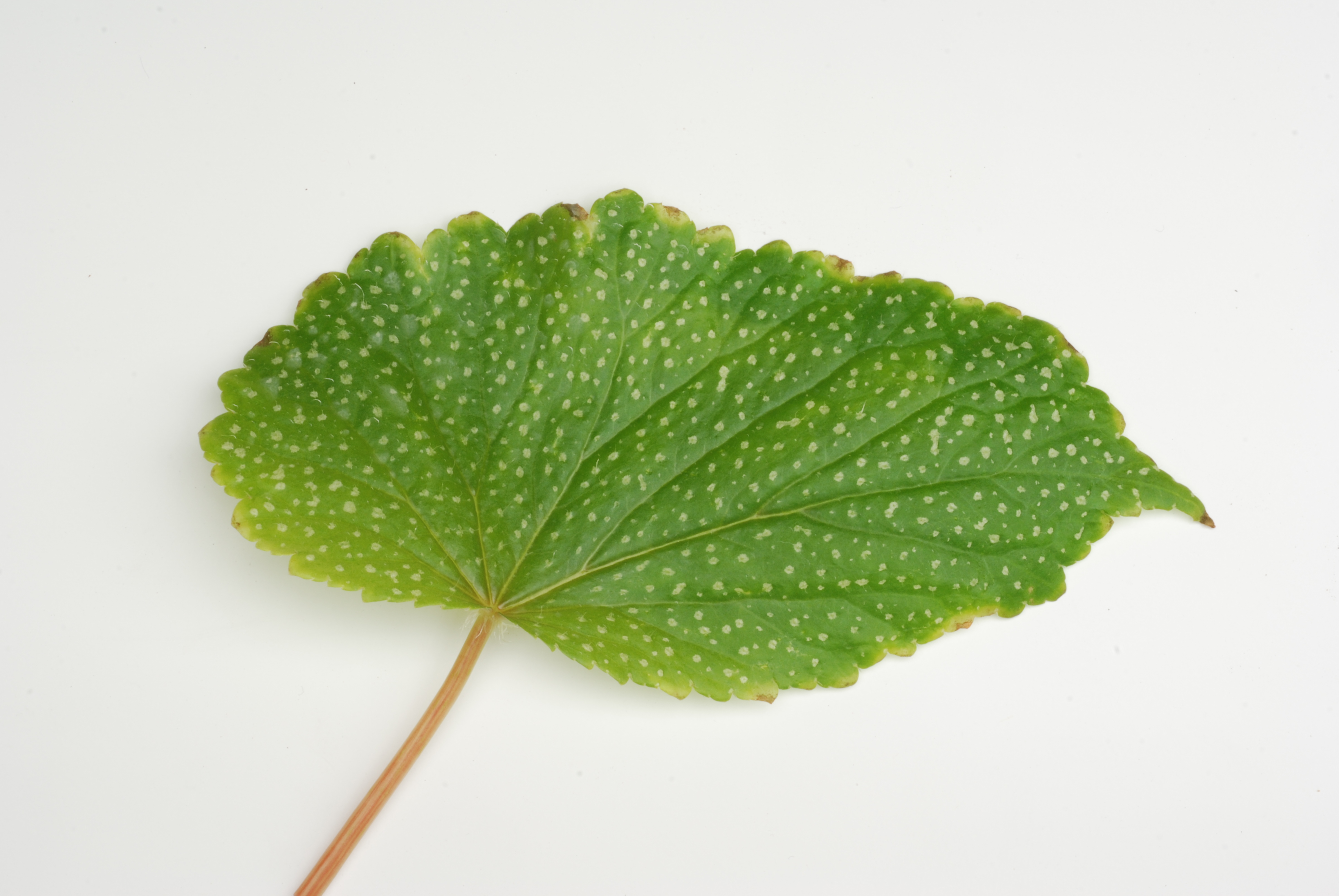